# 带有七个尖角阁的房子
《带有七个尖角阁的房子》（The House of the Seven Gables），或譯七角樓、凶宅七角楼，是纳撒尼尔·霍桑在1851年4月出版的一部哥特小說。其名來自馬薩諸塞州塞勒姆的同名建築，這棟建築屬於霍桑的表親蘇珊娜·英格索尔（Susanna Ingersoll）。本作的主旨為祖先的罪孽將會禍及子孫，這或許是作者對祖上約翰·霍桑參與塞勒姆审巫案的懺悔。
這是霍桑的名作之一，對H·P·洛夫克拉夫特的創作（如《查爾斯·迪克斯特·瓦德事件》）產生了影響。

## 情節

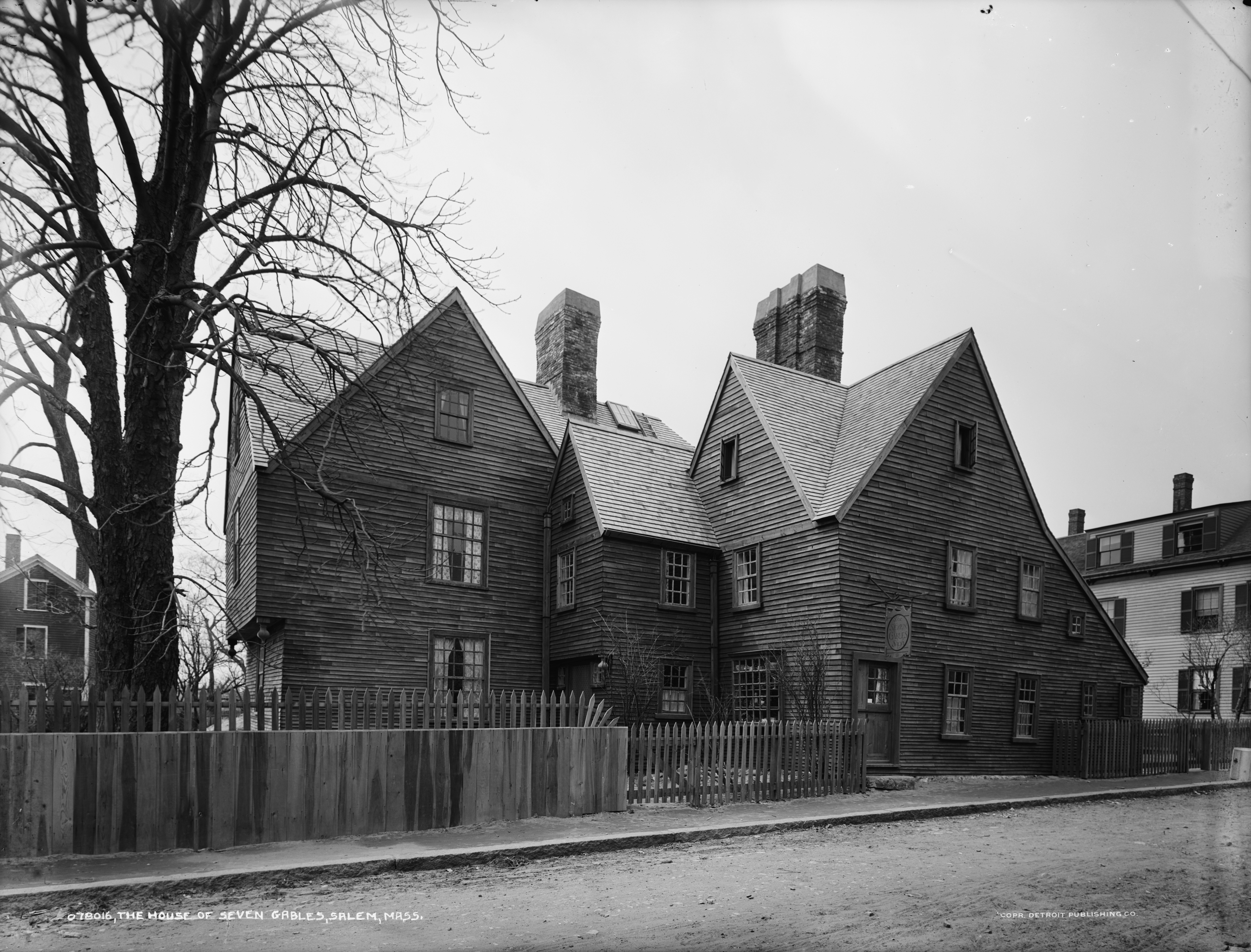
現實中的七角樓，約1915年

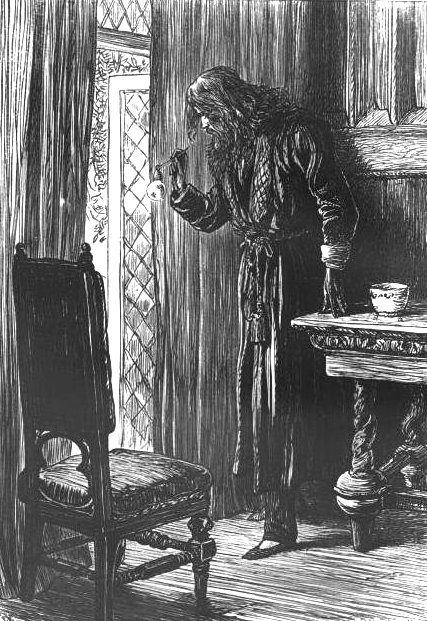
克利福德·品恩钦，1875年插圖

小說背景設定在19世紀中期，書中的“七角樓”是一棟鬼屋。殖民地時期，這片土地本來屬於马修·莫尔（Matthew Maule），品恩钦上校（Colonel Pyncheon）為了佔有土地而誣告莫尔，說後者犯了巫术罪, 莫尔因此被判絞刑。臨死前，莫爾詛咒了品恩钦和他的家族。
歷代品恩钦家族成員因貪婪而陸續死在七角樓中，現有人赫普兹芭·品恩钦（Hepzibah Pyncheon）在被它折磨了數十年之後，終於和哥哥克利福德（Clifford Pyncheon）逃離此地，開始了新的生活。

## 背景

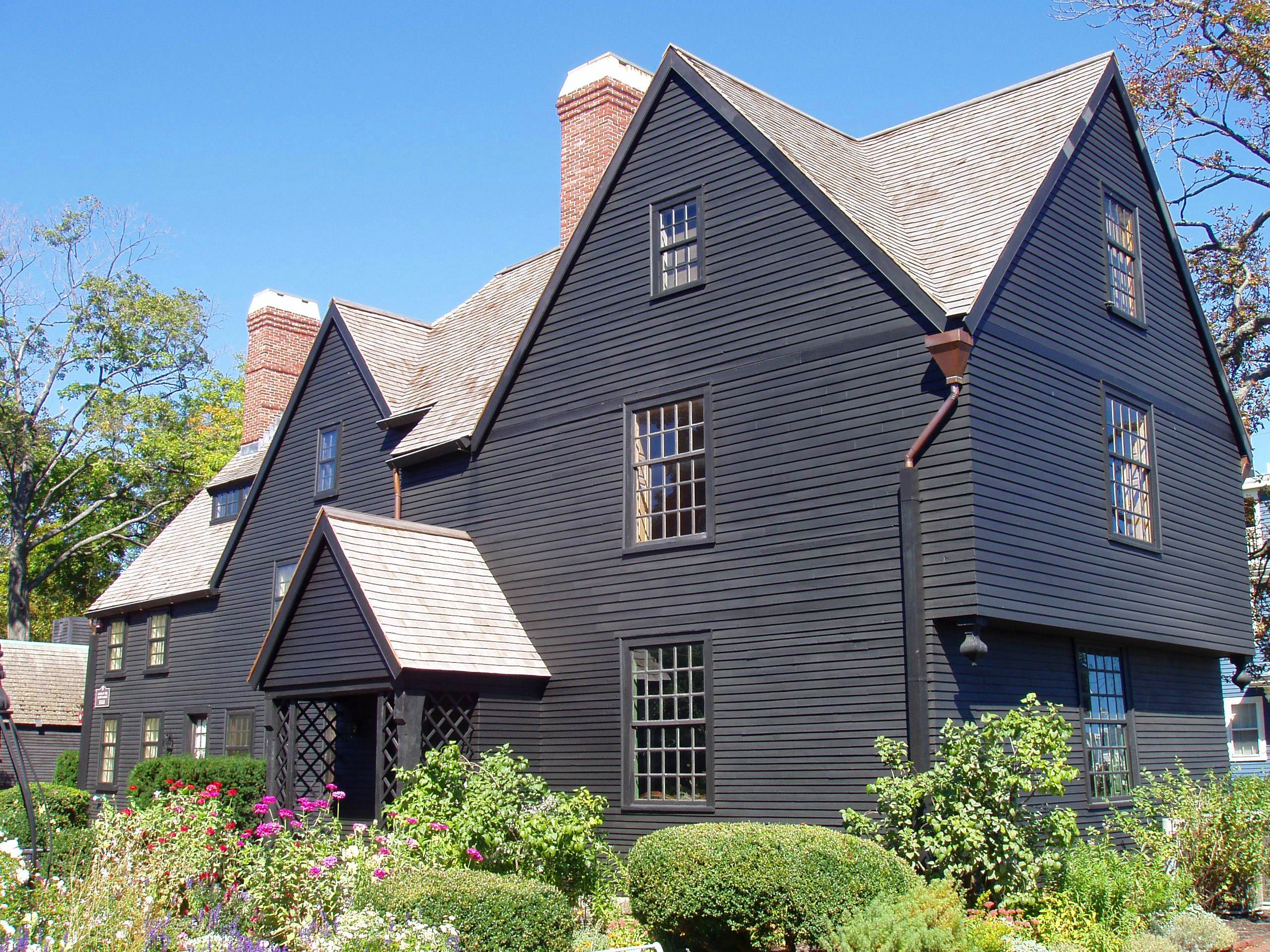
現在的七角樓

品恩钦家族在現實生活中是存在的，即美國作家托马斯·品钦的家族。但這部作品並非基於現實改編，有些品钦家人對號入座，但作者對此表示不屑。他一度考慮過要不要在書裡面改掉“Pyncheon”這個姓並添加一個免責聲明，但最終並未付諸實施。
七角樓也是現實存在的，它屬於霍桑的表親蘇珊娜·英格索尔（Susanna Ingersoll）。雖說名字裡是“七角”，但在霍桑拜訪蘇珊娜的時候，它已因翻修而僅剩三角。霍桑本人則否認該作品與現實中的七角樓有關聯。

## 評價
霍桑的朋友亨利·華茲華斯·朗費羅說此作就和霍桑的其他作品一樣古怪，范妮·肯布爾說它是美國版的《簡·愛》。:238-239
H·P·洛夫克拉夫特說此作是新英格蘭最偉大的怪奇小說，洛夫克拉夫特的作品，如《屋中畫》（The Picture in the House）、《畏避之屋》（The Shunned House）和《查爾斯·迪克斯特·瓦德事件》中可以看到它的影子。

## 改編
它曾在1910年、1946年改編為電影。1963年電影《故事重述》的三個故事之一取材自《带有七个尖角阁的房子》。
1960年的秀兰·邓波尔秀中有一集是改編自本作。2000年，它又被改編為歌劇，在曼哈顿音乐学院首演。

## 外部連接
- The House of the Seven Gables - 古腾堡计划
- LibriVox中的公有领域有声书《The House of the Seven Gables》
- Idol, John L., Jr., ,   [2019-10-28], （原始内容存档于2021-05-23）.